# نواه ميلز
نواه ميلز (مواليد 26 أبريل 1983) هو ممثل وعارض كندي، قام بدور مساعد في مسلسل إن سي آي إس: هاواي.

## وصلات خارجية
- نواه ميلز على موقع IMDb (الإنجليزية)
- نواه ميلز على موقع قاعدة بيانات الفيلم (الإنجليزية)